# Aéroport international de Donetsk

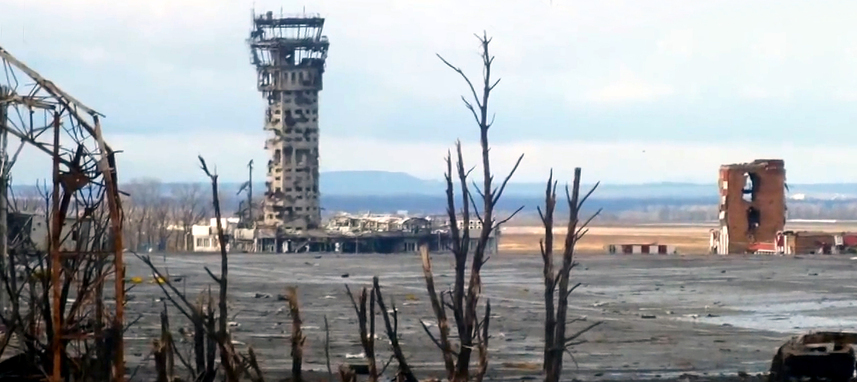
L'aéroport de Donetsk en ruines après de sanglants affrontements entre l'armée ukrainienne et les forces pro-russes du Donbass

L'aéroport international de Donetsk-Sergueï Prokofiev est un aéroport qui desservait la ville de Donetsk en Ukraine. Il est construit en prévision de l'Euro 2012. Épicentre des combats entre l'aviation ukrainienne et les insurgés séparatistes de la république populaire de Donetsk, l'aéroport n'est plus en fonction depuis le 26 mai 2014. Le terminal, les bâtiments adjacents et la tour de contrôle ont tous été détruits lors de ces combats.

## Histoire
Le nouveau terminal est achevé en 2012 à l'occasion de l'Euro 2012.
Le 26 mai 2014 des combats menés par l'aviation ukrainienne (débarqués à bord d'avions Su-25, Mig-29 et d'hélicoptères Mil Mi-24) contre les insurgés séparatistes de la république populaire de Donetsk autoproclamée qui ont tenté de prendre d'assaut l'aéroport, provoquent des dizaines de morts civils et d'insurgés. L'aéroport, fortement endommagé est repris le lendemain. Le terminal est resté fermé depuis. L'aéroport est entièrement détruit en janvier 2015 et est sous contrôle des séparatistes depuis cette date. Il ne reste que des ruines.
Dans la soirée du 10 septembre 2022, plusieurs sources indiquent que les forces ukrainiennes seraient entrées dans l'aéroport, alors que la Russie subit la perte de plusieurs villes (Koupiansk, Izioum) lors de la contre-offensive ukrainienne de l'été 2022,,.

## Situation
| Berdiansk Oujhorod Brody Ouman Kanatove Konotop Djankoï Tchouhouïv Kryvyï Rih Donetsk Sébastopol DniproVesseloïeBaheroveHorodokChersonèseGvardeïskoïeKatchaIvano-Frankivsk Izmaïl JovtneveJytomyr Koulbakino Kharkiv · Charcovie Khmelnytskyï Kherson KrementchoukKiev/Kyïv · Jouliany Kiev/Kyïv · Boryspil Kryvyï Rih Kolomya Loutsk Louhansk LvivMarioupol Mykolaïv Myrhorod Nijyn Odessa Poltava Rivne Sambir Simferopol Starokostiantyniv Tchernivtsi Vinnytsia Zaporijjia |

## Statistiques
Le graphique qui aurait dû être présenté ici ne peut pas être affiché car il utilise l'ancienne extension Graph, désactivée pour des questions de sécurité. Des indications pour créer un nouveau graphique avec la nouvelle extension Chart sont disponibles ici.

Voir la requête brute et les sources sur Wikidata.

## Compagnies aériennes

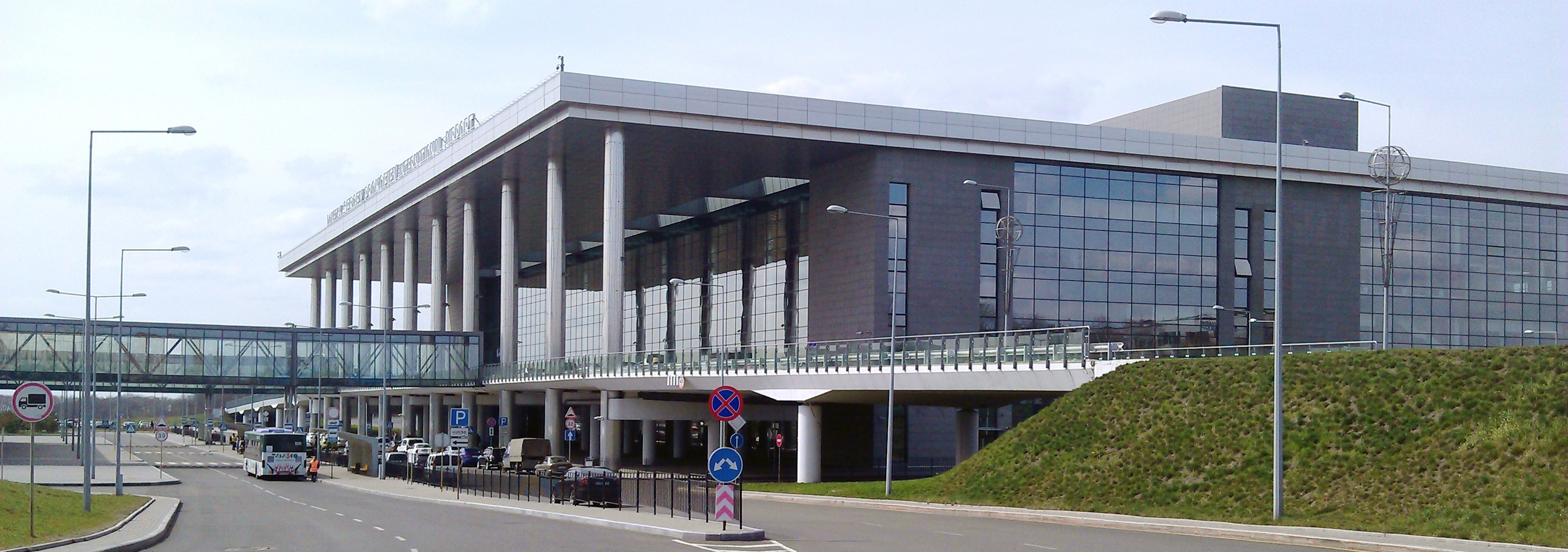
Le principal terminal avant la guerre.

- Augsburg Airways
- LOT
- Lufthansa
- Ukraine International Airlines

## Destinations
- Antalya,  Turquie
- Athènes,  Grèce
- Bakou,  Azerbaïdjan
- Barcelone (El Prat),  Espagne
- Bourgas,  Bulgarie
- Dalaman,  Turquie
- Dubai,  Émirats arabes unis
- Erevan,  Arménie
- Istanbul,  Turquie
- Kiev,  Ukraine
- Larnaca,  Chypre
- Moscou,  Russie
- Munich,  Allemagne
- Prague,  République tchèque
- Simferopol,  Ukraine
- Saint-Pétersbourg,  Russie
- Sourgout,  Russie
- Split,  Croatie
- Tbilissi,  Géorgie
- Tel Aviv,  Israël
- Tivat,  Monténégro
- Varsovie,  Pologne
- Vienne,  Autriche